# Hlynur Pálmason
Hlynur Pálmason (nacido el 30 de septiembre de 1984) es un director de cine y guionista islandés. Nacido en Hornafjörður, Islandia, estudió cine en la Escuela Nacional de Cine de Dinamarca.
Su primer largometraje Winter Brothers (Vinterbrødre) debutó en el Festival de Cine de Locarno en 2017, y ganó el premio Bodil a la mejor película danesa y el premio Robert a la mejor película danesa, con Pálmason ganando también el Premio Robert al Mejor Director.
Su segundo largometraje, A White, White Day (Hvítur, Hvítur Dagur), fue seleccionado para proyectarse en la sección de la Semana Internacional de la Crítica en el Festival de Cine de Cannes de 2019, y fue seleccionado como la presentación de Islandia para el Premio de la Academia a la Mejor Largometraje Internacional en la 92.ª edición de los Premios de la Academia en 2020.
Siguió en 2022 con Godland (Vanskabte Land), que se estrenó en el Festival de Cine de Cannes de 2022.

## Filmografía
| Año  | Título                                       | Role                                    | notas |
| ---- | -------------------------------------------- | --------------------------------------- | --- |
| 2012 | Un día o dos                                 | directora, escritora                    | Cortometraje |
| 2013 | Un pintor (En maler)                         | directora, escritora                    | Cortometraje |
| 2014 | siete barcos                                 | Director, escritor, productor           | Cortometraje |
| 2017 | Hermanos de invierno (Vinterbrødre)          | Director, escritor, productor           | Premio Bodil a la mejor película danesa Festival de Cine de Locarno - Premio del Jurado Junior, Premio del Jurado Ecuménico (Mención Especial), Sello Europa Cinemas Premio Robert a la mejor película danesa Premio Robert al mejor director |
| 2019 | Un día blanco, blanco (Hvítur, Hvítur Dagur) | Director, escritor, productor ejecutivo | |
| 2022 | Nido                                         | directora, escritora                    | Cortometraje |
| 2022 | Godland (tierra de Volaða)                   | Director, escritor, productor ejecutivo | |